# Ahmad Mahmud as-Sajjid Muhammad Chalil
Ahmad Mahmud as-Sajjid Muhammad Chalil (arab. أحمد محمود السيد محمد خليل ;ur. 27 sierpnia 2001) – egipski zapaśnik walczący przeważnie w stylu wolnym. Wicemistrz mistrzostw arabskich w 2019. Brązowy medalista Igrzysk olimpijskich młodzieży w 2018. Zajął pierwsze i drugie miejsce na Igrzyskach afrykańskich młodzieży w 2018. Mistrz Afryki juniorów w 2019 i kadetów w 2017 i 2018 roku.